# Punta de Vacas-chinchillarat
De Punta de Vacas-chinchillarat (Abrocoma vaccarum) is een chinchillarat die voorkomt in de Argentijnse provincie Mendoza, in de Punta de Vacas. De soort werd tot 2002 meestal als lokale vorm van de gewone chinchillarat (A. cinerea) gezien.
Deze soort heeft een grijze rug met bruine tinten. De buikharen zijn grijs aan de basis en lichter aan de top. Op de buik zit een witte vlek. Ook de regio rond de anus is lichter. De staart is grijsachtig aan de bovenkant en wit aan de onderkant. Over het algemeen is dit een vrij lichte soort. De Punta de Vacas-chinchillarat is een middelgrote soort (kop-romplengte 165–191 mm, staartlengte 94 mm, achtervoetlengte 27–28 mm, oorlengte 25–27 mm). Deze soort heeft grote voortanden.